# Hans-Christian Schmid

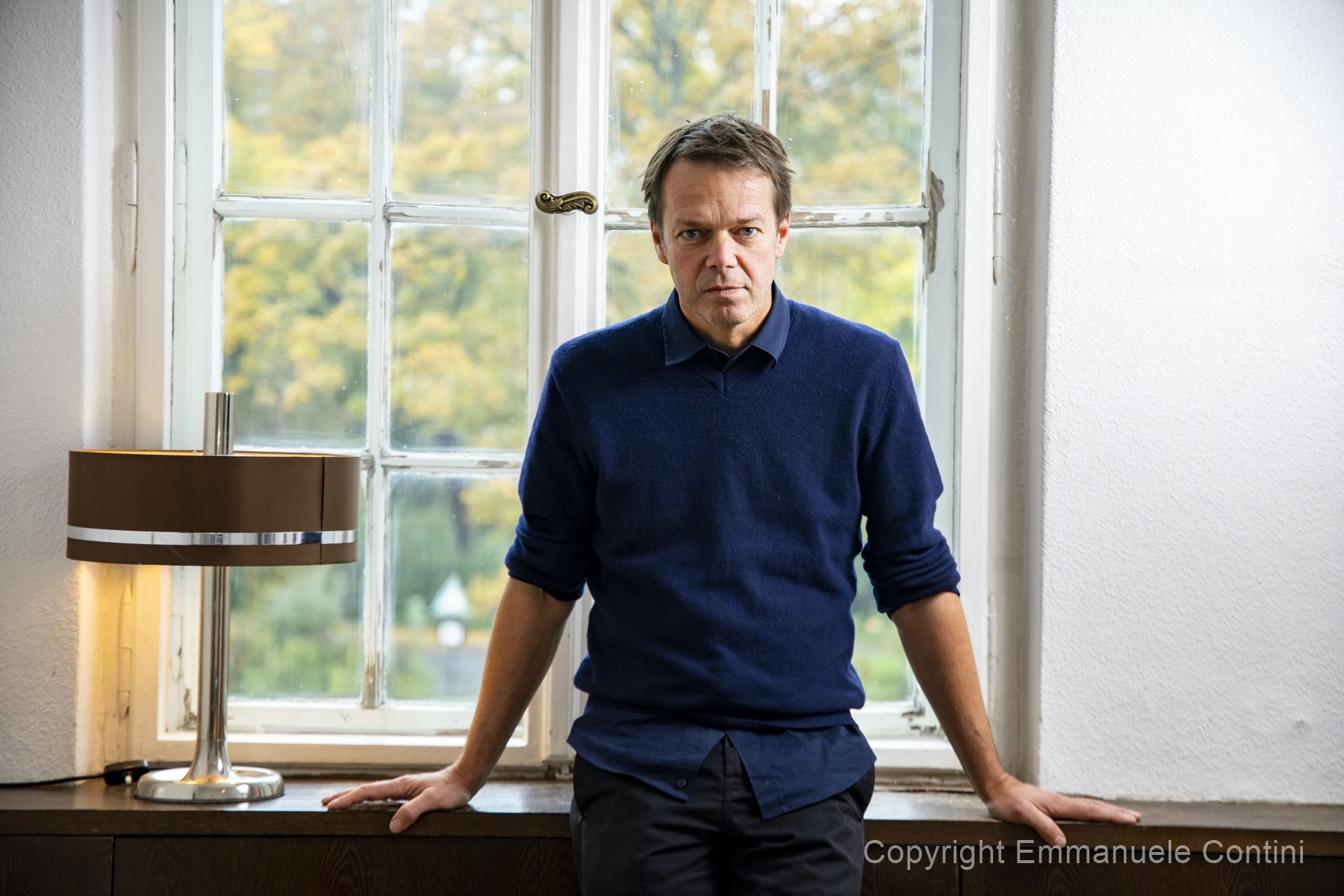

Hans-Christian Schmid (* 19. August 1965 in Altötting) ist ein deutscher Filmregisseur, Drehbuchautor und Filmproduzent.

## Leben
Hans-Christian Schmid besuchte das  König-Karlmann-Gymnasium in Altötting, wo er auch sein Abitur erlangte. Er studierte an der Hochschule für Fernsehen und Film München Dokumentarfilm und beendete das Studium mit seiner Abschlussarbeit im Jahr 1992. Im Rahmen des Studiums drehte er Sekt oder Selters, eine Dokumentation über süchtige Automatenspieler, den Kurzfilm Das lachende Gewitter, sowie den Dokumentarfilm Die Mechanik des Wunders, der sich mit dem Widerspruch zwischen Glaube und Kommerz in seiner Heimatstadt Altötting auseinandersetzt.
Mit den Produzenten Jakob Claussen und Thomas Wöbke verbindet Hans-Christian Schmid eine langjährige Zusammenarbeit: Himmel und Hölle, ein Fernsehspiel über eine innerkirchliche Sekte, Nach Fünf im Urwald, Schmids Kinodebüt, wie auch die späteren Filme 23 – Nichts ist so wie es scheint, Crazy und Lichter wurden von Claussen und Wöbke produziert.
Mit Nach Fünf im Urwald begann die Zusammenarbeit mit dem Autor und Regisseur Michael Gutmann, die sich mit einer Reihe weiterer gemeinsamer Drehbücher fortsetzte. Neben den Regiearbeiten Michael Gutmanns entstanden 1998 der Spielfilm 23 – Nichts ist so wie es scheint, ein Jahr später die Romanverfilmung Crazy, sowie 2003 der Episodenfilm Lichter, der im Wettbewerb der Berlinale 2003 uraufgeführt wurde.
2004 gründete Hans-Christian Schmid die Produktionsfirma 23/5, mit der er zunächst den Spielfilm Requiem nach einem Drehbuch von Bernd Lange realisierte. Requiem wurde 2006 im Wettbewerb der Berlinale uraufgeführt und gewann unter anderem den Deutschen Filmpreis 2006 in Silber in der Kategorie Bester Film. Mit Requiem knüpft er an sein Frühwerk Himmel und Hölle an. Auch dieses hatte sich bereits mit den psychologischen Fallstricken eines extrem gelebten Katholizismus auseinandergesetzt. Diesmal werden der authentische Besessenheits-Fall der Anneliese Michel aus Klingenberg am Main und die Entscheidung, einen Exorzismus durchzuführen, aus den 1970er Jahren nachgestellt.
Die zweite Produktion unter dem Dach von 23/5 war Robert Thalheims Spielfilm Am Ende kommen Touristen. Im Herbst 2006 in Polen gedreht, hatte der Film 2007 in der Reihe »Un Certain Regard« in Cannes seine Premiere.
Von 2007 bis 2009 entstanden unter Schmids Regie sowohl der Dokumentarfilm Die wundersame Welt der Waschkraft (nach einer preisgekrönten Reportage von Renate Meinhof) als auch der Spielfilm Sturm, zu dem Bernd Lange und Hans-Christian Schmid das Drehbuch geschrieben haben. Sturm zeigt die Geschichte um die Verurteilung eines ehemaligen jugoslawischen Militärs am Internationalen Strafgerichtshof in Den Haag und konkurrierte im Wettbewerb der 59. Berlinale. Für Sturm wurde Schmid 2010 beim Deutschen Filmpreis mit dem Filmpreis in Silber für den Besten Film ausgezeichnet (zusammen mit Britta Knöller) sowie in den Kategorien Regie und Drehbuch (zusammen mit Bernd Lange) nominiert.
2012 erhielt Schmid für seinen Spielfilm Was bleibt seine vierte Einladung in den Wettbewerb der Berlinale, für das erneut Bernd Lange das Filmskript verfasste. Der Film handelt von einem Familientreffen, bei dem ein Paar und seine erwachsenen Kinder aufeinandertreffen und mit unausgesprochenen Wahrheiten konfrontiert werden.
2016 fanden die Dreharbeiten zu seiner achtteiligen Krimiserie Das Verschwinden in Bayern, Tschechien und Berlin statt. Die Uraufführung fand 2017 auf dem Filmfest München statt. Als Produzent betreute Schmid bei der Filmproduktion 23/5 im Jahr 2017 das Kinofilmprojekt Atlas unter der Regie von David Nawrath, der nach seiner Premiere auf den Int. Hofer Filmtagen 2018 im April 2019 ins Kino kam. Zusammen mit Bernd Lange schrieb er das Drehbuch zu dem Fernsehfilm „Polizeiruf 110 – Der Fall Sikorska“, der 2018 realisiert wurde (Regie: Stefan Kornatz, Produktion: 23/5 Filmproduktion im Auftrag des RBB).
Mit Wir sind dann wohl die Angehörigen verfilmte Schmid das gleichnamige Buch von Johann Scheerer, in dem es um die Reemtsma-Entführung geht. Die Produktion lief im November 2022 in den deutschen Kinos an.
Als Gastdozent war Schmid in den letzten Jahren an der HFF München, der Filmakademie Ludwigsburg, der Kunsthochschule für Medien in Köln und der Deutschen Film- und Fernsehakademie Berlin (DFFB) tätig.
2003 gehörte er zu den Gründungsmitgliedern der Deutschen Filmakademie. Er ist außerdem Mitglied der Akademie der Künste.

## Filmografie
- 1989: Sekt oder Selters
- 1991: Das lachende Gewitter
- 1991: Baron Münchhausen
- 1992: Die Mechanik des Wunders (von der Deutschen Film- und Medienbewertung FBW mit dem Prädikat "besonders wertvoll" ausgezeichnet)
- 1994: Himmel und Hölle
- 1995: Nach Fünf im Urwald
- 1998: 23 – Nichts ist so wie es scheint
- 2000: Crazy
- 2001: Herz im Kopf (nur Drehbuch)
- 2003: Lichter
- 2006: Requiem
- 2007: Am Ende kommen Touristen (Produzent)
- 2009: Die wundersame Welt der Waschkraft
- 2009: Sturm
- 2010: La Lisière – Am Waldrand (Koproduzent)
- 2011: Was bleibt
- 2017: Das Verschwinden (Fernsehserie)
- 2018: Polizeiruf 110: Der Fall Sikorska (nur Drehbuch)
- 2022: Wir sind dann wohl die Angehörigen

## Auszeichnungen
- 1995: Findlingspreis des Landesverbandes Filmkommunikation für Himmel und Hölle
- 1995: EASTMAN-Förderpreis der Internationalen Hofer Filmtage für Nach fünf im Urwald
- 1998: Adolf-Grimme-Preis für Nur für eine Nacht (zusammen mit Michael Gutmann)
- 1998: Regieförderpreis der HypoVereinsbank für 23 – Nichts ist so wie es scheint
- 1999: Deutscher Filmpreis in Silber in der Kategorie Bester Spielfilm für 23 – Nichts ist so wie es scheint
- 2001: Deutscher Filmpreis in Silber in der Kategorie Bester Spielfilm für Crazy
- 2003: FIPRESCI-Preis der Internationalen Filmfestspiele Berlin für Lichter
- 2003: Deutscher Filmpreis in Silber in der Kategorie Bester Spielfilm für Lichter
- 2003: Bayerischer Filmpreis in der Kategorie Bestes Drehbuch für Lichter
- 2003: Preis der deutschen Filmkritik in der Kategorie Bester Spielfilm für Lichter
- 2003: Findlingspreis des Verbandes für Filmkommunikation für Lichter
- 2004: Deutscher Kritikerpreis für Lichter
- 2006: FIPRESCI-Preis der Internationalen Filmfestspiele Berlin für Requiem
- 2006: Deutscher Filmpreis in Silber in der Kategorie Bester Spielfilm für Requiem
- 2006: Preis der deutschen Filmkritik in der Kategorie Bester Spielfilm für Requiem
- 2007: Preis der DEFA-Stiftung zur Förderung der deutschen Filmkunst
- 2007: VGF-Nachwuchsproduzentenpreis für Am Ende kommen Touristen (zusammen mit Britta Knöller)
- 2009: Amnesty International Filmpreis, Preis der Gilde deutscher Filmkunsttheater und Leserpreis der Berliner Morgenpost der Internationalen Filmfestspiele Berlin für Sturm
- 2009: Friedenspreis des Deutschen Films – Die Brücke für Sturm
- 2010: Deutscher Filmpreis in Silber in der Kategorie Bester Spielfilm für Sturm
- 2018: Deutscher Fernsehkrimipreis (Sonderpreis für seine Gesamtleistung bei der Produktion Das Verschwinden)
- 2018: Deutscher Fernsehpreis für Das Verschwinden in der Kategorie Bestes Drehbuch
- 2018: Deutsche Akademie für Fernsehen: Auszeichnung in der Kategorie Regie für Das Verschwinden